# Petauroidea
Super-famille
Petauroidea est une super-famille de mammifères marsupiaux.

## Liste des familles
- Acrobatidae Aplin, 1987
- Petauridae Bonaparte, 1838
- Pseudocheiridae Winge, 1893
- Tarsipedidae Gervais et Verreaux, 1842